# 卢修斯·克莱营
卢修斯·克莱营（德語：Flugplatz Wiesbaden-Erbenheim）是美国陆军位於德国黑森的一个军事基地。该军事基地名稱來自卢修斯·克莱。它是美國歐洲與非洲陸軍总部，卢修斯·克莱营境內有一個機場。

## 历史

### 起源
卢修斯·克莱营的前身是始建于1910年的一個赛马场。1929年，赛马场改建为機場。1936年，納粹德國空軍接管了机场。

### 第二次世界大战
1945年3月28日，美国第80步兵师攻占威斯巴登时，該機場也被占领。随后美國陸軍航空軍将该機場临时命名为 "Y-80"。

## 外部鏈接
- 官方网站
- WorldCat 聯合目錄中卢修斯·克莱营的著作或與之相關的著作